# Серый Ключ
Серый Ключ — село в Нижнеломовском районе Пензенской области России. Входит в состав Кувак-Никольского сельсовета.

## География
Село находится в северо-западной части Пензенской области, в пределах Керенско-Чембарской возвышенности, в лесостепной зоне, на левом берегу реки Нор-Ломовки, при автодороге М5, на расстоянии примерно 8 километров (по прямой) к северо-западу от города Нижний Ломов, административного центра района. Абсолютная высота — 164 метра над уровнем моря.

### Климат
Климат характеризуется как умеренно континентальный, с холодной продолжительной зимой и тёплым летом. Средняя температура воздуха самого тёплого месяца (июля) — 19,1 — 19,5 °C; самого холодного (января) — −13,3 — −11,3 °C. Продолжительность безморозного периода 125—144 дней. Период активной вегетации длится около 141 дня. Среднегодовое количество атмосферных осадков составляет 520 мм, из которых большая часть выпадает в тёплый период. Снежный покров устанавливается в конце ноября и держится в течение 140 дней.

### Часовой пояс
Село Серый Ключ, как и вся Пензенская область, находится в часовой зоне МСК (московское время). Смещение применяемого времени относительно UTC составляет +3:00.

## История
Исторически было населено  однодворцами. По расположенной в нём церкви также называлось Предтечино а Серый Ключ тож.

## Население
| 1710 | 1795 | 1864 | 1877 | 1897 | 1911 | 1926 |
| ---- | ---- | ---- | ---- | ---- | ---- | ---- |
| 205  | ↗514 | ↗685 | ↗755 | ↘738 | ↗876 | ↘777 |
| 1930 | 1939 | 1959 | 1979 | 1989 | 1996 | 2002 |
| ↗833 | ↘642 | ↘290 | ↗343 | ↘281 | ↘236 | ↘199 |
| 2010 |      |      |      |      |      |      |
| ↘169 |      |      |      |      |      |      |

### Национальный состав
Согласно результатам переписи 2002 года, в национальной структуре населения русские составляли 99 % из 199 чел.